# بریستول پریر مونوپلین
بریستول پریر مونوپلین (به انگلیسی: Bristol Prier monoplane) یک هواگرد ساختِ کارخانهٔ بریستول ایروپلین در کشور بریتانیا است . این هواگرد برای نخستین بار در ۱۹۱۱ میلادی مورد استفاده قرار گرفت.